# Prigioniero del male
Prigioniero del male (Johnny Holiday) è un film del 1949 diretto da Willis Goldbeck.
È un drammatico statunitense con William Bendix, Stanley Clements e Hoagy Carmichael.

## Produzione
Il film, diretto da Willis Goldbeck su una sceneggiatura di Jack Andrews, Willis Goldbeck e Frederick Stephani con il soggetto di R.W. Alcorn, fu prodotto da R.W. Alcorn per la Alcorn Productions e girato nella Indiana Boys' School a Indianapolis e a Plainfield, Indiana. Il film doveva originariamente essere interpretato da Wallace Beery nel ruolo di Walker ma dopo la morte di questi nel corso della pre-produzione il ruolo fu affidato a Bendix.

## Distribuzione
Il film fu distribuito con il titolo Johnny Holiday negli Stati Uniti dal 18 novembre 1949 (première a Indianapolis) al cinema dalla United Artists. È stato poi redistribuito anche con il titolo Boys' Prison dalla Astor Pictures Corporation nel 1955.
Altre distribuzioni:
- in Francia il 5 gennaio 1951 (Prison de la liberté)
- in Svezia il 29 gennaio 1951 (Unga desperados)
- in Germania Ovest il 31 agosto 1951 (Gestrandete Jugend)
- in Finlandia il 22 febbraio 1952 (Vaarallinen ystävä)
- in Danimarca il 10 marzo 1952 (Johnny Holiday - drengen fra gaden)
- in Austria nel maggio del 1952 (Gestrandete Jugend)
- in Brasile (Caminho do Futuro)
- in Italia (Prigioniero del male)

## Promozione
La tagline è: "The Story of the Teen-Age Terror!".